# Marieke Keijser
Marieke Keijser (Rotterdam, 21 januari 1997) is een Nederlandse roeister. Ze won goud in de licht skiff op de Europese kampioenschappen 2018 en zilver op de wereldkampioenschappen roeien 2019. In 2021 behaalde Keijser brons op Olympische Spelen 2020.

## Loopbaan
Voor Keijser startte met roeien was ze actief in ballet: ze deed auditie en werd zelfs aangenomen op het Conservatorium. Haar broer Hein Keijser heeft haar uiteindelijk overtuigd om ook te gaan roeien. In haar jeugd deed Keijser mee aan verschillende jeugdkampioenschappen. Marieke Keijser is lid van A.R.S.R. Skadi.
In 2017 vormt Keijser in de lichte dubbeltwee een duo samen met Olympisch kampioen Ilse Paulis. Op het EK in Tsjechië behalen zij een zilveren medaille. Ook in de jaren erna boeken zij successen, met goud in 2018 op het EK in Glasgow, in datzelfde jaar brons op het WK in Bulgarije en in 2019 zilver op het WK in Ottensheim.
Door deze laatste overwinning plaatste het duo zich voor de Olympische Zomerspelen 2020 in Japan. Op 29 juli 2021 roeide Keijser met Ilse Paulis de finale op de, vanwege corona met een jaar uitgestelde, Olympische Spelen. Het duo behaalde een bronzen medaille.
In 2022 kondigde Keijser aan te stoppen met haar professionele roeicarrière. Keijser noemde als reden onder andere de hoge prestatiedruk om onder een bepaald gewicht te blijven vanwege de lichte roeiklasse waar ze in actief was.

## Resultaten

### Olympische Zomerspelen
| Jaar | Plaats | Resultaten               | Teamgenoot  |
| ---- | ------ | ------------------------ | ----------- |
| 2021 | Tokio  | in de lichte dubbel-twee | Ilse Paulis |

### Wereldkampioenschappen
| Jaar | Plaats     | Resultaten                         | Teamgenoot                         |
| ---- | ---------- | ---------------------------------- | ---------------------------------- |
| 2017 | Sarasota   | in de lichte skiff                 | n.v.t.                             |
| 2018 | Plovdiv    | in de lichte dubbel-twee           | Ilse Paulis                        |
| 2019 | Ottensheim | in de lichte dubbel-twee           | Ilse Paulis                        |
| 2021 | Shanghai   | Afgelast vanwege de coronapandemie | Afgelast vanwege de coronapandemie |

### Europese kampioenschappen
| Jaar | Plaats  | Resultaten               | Teamgenoot  |
| ---- | ------- | ------------------------ | ----------- |
| 2017 | Račice  | in de lichte dubbel-twee | Ilse Paulis |
| 2018 | Glasgow | in de lichte dubbel-twee | Ilse Paulis |
| 2019 | Luzern  | in de lichte skiff       | n.v.t.      |
| 2020 | Poznań  | in de lichte dubbel-twee | Ilse Paulis |
| 2021 | Varese  | in de lichte dubbel-twee | Ilse Paulis |

### Wereldbeker
| Jaar | Plaats          | Resultaten                         | Teamgenoot                         |
| ---- | --------------- | ---------------------------------- | ---------------------------------- |
| 2016 | Varese          | in de lichte skiff                 | n.v.t.                             |
| 2016 | Luzern          | Niet deelgenomen                   | Niet deelgenomen                   |
| 2016 | Poznań          | in de lichte skiff                 | n.v.t.                             |
| 2017 | Belgrado        | Niet deelgenomen                   | Niet deelgenomen                   |
| 2017 | Poznań          | Niet deelgenomen                   | Niet deelgenomen                   |
| 2017 | Luzern          | in de lichte skiff                 | n.v.t.                             |
| 2018 | Belgrado        | in de lichte dubbel-twee           | Ilse Paulis                        |
| 2018 | Linz/Ottensheim | in de lichte dubbel-twee           | Ilse Paulis                        |
| 2018 | Luzern          | Niet deelgenomen                   | Niet deelgenomen                   |
| 2019 | Plovdiv         | Niet deelgenomen                   | Niet deelgenomen                   |
| 2019 | Poznań          | Niet deelgenomen                   | Niet deelgenomen                   |
| 2019 | Rotterdam       | in de lichte dubbel-twee           | Ilse Paulis                        |
| 2020 | Sabaudia        | Afgelast vanwege de coronapandemie | Afgelast vanwege de coronapandemie |
| 2020 | Varese          | Afgelast vanwege de coronapandemie | Afgelast vanwege de coronapandemie |
| 2020 | Luzern          | Afgelast vanwege de coronapandemie | Afgelast vanwege de coronapandemie |
| 2021 | Zagreb          | Niet deelgenomen                   | Niet deelgenomen                   |
| 2021 | Luzern          | Niet deelgenomen                   | Niet deelgenomen                   |
| 2021 | Sabaudia        | in de lichte dubbel-twee           | Ilse Paulis                        |

### Wereldkampioenschappen onder 23
| Jaar | Plaats    | Resultaten         | Teamgenoot |
| ---- | --------- | ------------------ | ---------- |
| 2016 | Rotterdam | in de lichte skiff | n.v.t.     |
| 2017 | Plovdiv   | in de lichte skiff | n.v.t.     |

### Wereldkampioenschappen junioren
| Jaar | Plaats         | Resultaten           | Teamgenoten             |
| ---- | -------------- | -------------------- | ----------------------- |
| 2013 | Trakai         | 4e in de dubbel-vier | Schonk/B. Paulis/Visser |
| 2014 | Hamburg        | in de skiff          | n.v.t.                  |
| 2015 | Rio de Janeiro | in de skiff          | n.v.t.                  |